# Atletica leggera ai Giochi della XXXII Olimpiade - 400 metri piani maschili

Video ufficiale della Finale

Ai Giochi della XXXII Olimpiade la competizione dei 400 metri piani maschili si è svolta dal 1º al 5 agosto 2021 presso lo Stadio nazionale di Tokyo.

## Presenze ed assenze dei campioni in carica
| Competizione         | Atleta               | Prestazione | Tokyo 2020 |
| -------------------- | -------------------- | ----------- | ---------- |
| Olimpiadi 2016       | Wayde van Niekerk    | 43”03       | Presente   |
| Commonwealth 2018    | Isaac Makwala        | 44”35       | Presente   |
| Europei 2018         | Matthew Hudson-Smith | 44”78       | Non qual.  |
| Asiatici 2018        | Abdalelah Haroun     | 44”89       | Assente    |
| Panamericani 2019    | Anthony Zambrano     | 44”83       | Presente   |
| Africani 2019        | Leungo Scotch        | 45”27       | Presente   |
| Mondiali 2019        | Steven Gardiner      | 43”48       | Presente   |
|                      |                      |             |            |
| Mondiali junior 2018 | Jonathan Sacoor      | 45”03       | Presente   |

Graduatoria mondiale
In base alla classifica della Federazione mondiale, i migliori atleti iscritti alla gara erano i seguenti:
| Pos. | Atleta           | Punti | Note |
| ---- | ---------------- | ----- | ---- |
| 1    | Steven Gardiner  | 1421  |      |
| 3    | Michael Norman   | 1406  |      |
| 4    | Anthony Zambrano | 1401  |      |

## La gara
Nelle batterie scendono sotto i 44”90 in tre: Cherry (USA), Makwala (Botswana) e Zambrano (Colombia). Viene eliminato al primo turno il capolista mondiale stagionale, Randolph Ross (USA): punta a passare il turno senza fare troppa fatica ma si ritrova quarto.

Il più veloce in semifinale è Kirani James (Grenada) con 43”88. Dietro di lui Anthony Zambrano stabilisce con 43”93 il nuovo record del Sudamerica. Nella terza serie il campione uscente e primatista mondiale Wayde Van Niekerk ha una controprestazione e viene eliminato.

In finale Kirani James conduce la gara fino ai 200 m in 20”8; ai 300 metri è ancora davanti con 31”8. Lo segue Steven Gardiner (Bahamas) a un decimo. Il bahamense si distende in un prolungato finale di gara e sopravanza James andando a vincere con oltre due decimi di scarto. Il grenadino è superato negli ultimi metri da Zambrano, che coglie l'argento.
Per le Bahamas è il primo oro olimpico individuale in tutti gli sport. Per James è la terza medaglia olimpica, dopo l'oro nel 2012 (quando vinse da Junior) e l'argento nel 2016.

## Risultati

### Batterie
Qualificazioni: i primi tre di ogni batteria (Q) e i 6 successivi migliori tempi (q).

#### Batteria 1
| Posizione | Corsia | Nome               | Nazionalità | Tempo | Note                                     |
| --------- | ------ | ------------------ | ----------- | ----- | ---------------------------------------- |
| 1         | 9      | Isaac Makwala      | Botswana    | 44"86 | Q                                        |
| 2         | 5      | Kirani James       | Grenada     | 45"09 | Q                                        |
| 3         | 8      | Jonathan Sacoor    | Belgio      | 45"41 | Q                                        |
| 4         | 3      | Demish Gaye        | Giamaica    | 45"49 | q                                        |
| 5         | 6      | Alonzo Russell     | Bahamas     | 45"51 | q                                        |
| 6         | 7      | Alex Beck          | Australia   | 45"54 | Miglior prestazione personale            |
| 7         | 2      | Ricardo dos Santos | Portogallo  | 46"83 |                                          |
| 8         | 4      | Bachir Mahamat     | Ciad        | 47"93 | Miglior prestazione personale stagionale |

#### Batteria 2
| Posizione | Corsia | Nome              | Nazionalità    | Tempo | Note                                     |
| --------- | ------ | ----------------- | -------------- | ----- | ---------------------------------------- |
| 1         | 6      | Mazen Al Yassin   | Arabia Saudita | 45"16 | Q                                        |
| 2         | 5      | Kévin Borlée      | Belgio         | 45"36 | Q                                        |
| 3         | 7      | Ricky Petrucciani | Svizzera       | 45"64 | Q                                        |
| 4         | 9      | Randolph Ross     | Stati Uniti    | 45"67 |                                          |
| 5         | 8      | Zakithi Nene      | Sudafrica      | 45"74 |                                          |
| 6         | 4      | John Perlaza      | Colombia       | 46"55 |                                          |
| 7         | 2      | Pavel Maslák      | Rep. Ceca      | 47"01 |                                          |
| 8         | 3      | Ahmed Al Yaari    | Yemen          | 48"53 | Miglior prestazione personale stagionale |

#### Batteria 3
| Posizione | Corsia | Nome                | Nazionalità       | Tempo | Note                                     |
| --------- | ------ | ------------------- | ----------------- | ----- | ---------------------------------------- |
| 1         | 2      | Michael Cherry      | Stati Uniti       | 44"82 | Q                                        |
| 2         | 9      | Jonathan Jones      | Barbados          | 45"04 | Q                                        |
| 3         | 7      | Christopher Taylor  | Giamaica          | 45"20 | Q                                        |
| 4         | 6      | Dwight St. Hillaire | Trinidad e Tobago | 45"41 | q                                        |
| 5         | 5      | Luka Janezic        | Slovenia          | 45"44 | q                                        |
| 6         | 5      | Gilles Afoumba      | Rep. del Congo    | 46"03 | Miglior prestazione personale stagionale |
| 7         | 8      | Lucas Carvalho      | Brasile           | 46"12 |                                          |
| 8         | 3      | Mohammad Rayhan     | Bangladesh        | 48"29 | Miglior prestazione personale stagionale |

#### Batteria 4
| Posizione | Corsia | Nome              | Nazionalità        | Tempo | Note                          |
| --------- | ------ | ----------------- | ------------------ | ----- | ----------------------------- |
| 1         | 3      | Anthony Zambrano  | Colombia           | 44"87 | Q                             |
| 2         | 4      | Steven Solomon    | Australia          | 44"94 | Q                             |
| 3         | 7      | Wayde van Niekerk | Sudafrica          | 45"25 | Q                             |
| 4         | 5      | Leungo Scotch     | Botswana           | 45"32 | q                             |
| 5         | 9      | Davide Re         | Italia             | 45"46 | q                             |
| 6         | 6      | Julian Walsh      | Giappone           | 46"57 |                               |
| 7         | 2      | Jovan Stojkoski   | Macedonia del Nord | 46"81 | Miglior prestazione personale |
|           | 8      | Emmanuel Korir    | Kenya              | dq    |                               |

#### Batteria 5
| Posizione | Corsia | Nome                | Nazionalità       | Tempo   | Note                                     |
| --------- | ------ | ------------------- | ----------------- | ------- | ---------------------------------------- |
| 1         | 2      | Steven Gardiner     | Bahamas           | 45"05   | Q                                        |
| 2         | 3      | Deon Lendore        | Trinidad e Tobago | 45"14   | Q                                        |
| 3         | 9      | Jochem Dobber       | Paesi Bassi       | 45"54   | Q                                        |
| 4         | 4      | Nathon Allen        | Giamaica          | 46"12   |                                          |
| 5         | 5      | Sadam Koumi El Nour | Sudan             | 46"26   | Miglior prestazione personale stagionale |
| 6         | 6      | Marvin Schlegel     | Germania          | 46"39   |                                          |
| 7         | 7      | Mikhail Litvin      | Kazakistan        | 47"15   |                                          |
| 8         | 8      | Karol Zalewski      | Polonia           | 2'15"38 |                                          |

#### Batteria 6
| Posizione | Corsia | Nome                | Nazionalità       | Tempo | Note                                     |
| --------- | ------ | ------------------- | ----------------- | ----- | ---------------------------------------- |
| 1         | 4      | Liemarvin Bonevacia | Paesi Bassi       | 44"95 | Q                                        |
| 2         | 6      | Michael Norman      | Stati Uniti       | 45"35 | Q                                        |
| 3         | 8      | Machel Cedenio      | Trinidad e Tobago | 45"56 | Q                                        |
| 4         | 9      | Edoardo Scotti      | Italia            | 45"71 |                                          |
| 5         | 7      | Thapelo Phora       | Sudafrica         | 45"83 | Miglior prestazione personale stagionale |
| 6         | 5      | Taha Yaseen         | Iraq              | 46"00 | Miglior prestazione personale stagionale |
| 7         | 3      | Oscar Husillos      | Spagna            | 48"05 |                                          |
| 8         | 2      | Todisoa Rabearison  | Madagascar        | 48"40 | Miglior prestazione personale stagionale |

### Semifinali
Qualificazioni: i primi due di ogni batteria (Q) e i 2 successivi migliori tempi (q).

#### Semifinale 1
| Posizione | Corsia | Nome                | Nazionalità       | Tempo | Note                                     |
| --------- | ------ | ------------------- | ----------------- | ----- | ---------------------------------------- |
| 1         | 5      | Kirani James        | Grenada           | 43"88 | Q                                        |
| 2         | 6      | Anthony Zambrano    | Colombia          | 43"93 | Q                                        |
| 3         | 4      | Liemarvin Bonevacia | Paesi Bassi       | 44"62 | q                                        |
| 4         | 7      | Deon Lendore        | Trinidad e Tobago | 44"93 |                                          |
| 5         | 3      | Davide Re           | Italia            | 44"94 | Miglior prestazione personale stagionale |
| 6         | 9      | Ricky Petrucciani   | Svizzera          | 45"26 |                                          |
| 7         | 2      | Luka Janezic        | Slovenia          | 45"36 | Miglior prestazione personale stagionale |
| 8         | 8      | Jonathan Sacoor     | Belgio            | 45"88 |                                          |

#### Semifinale 2
| Posizione | Corsia | Nome               | Nazionalità       | Tempo | Note |
| --------- | ------ | ------------------ | ----------------- | ----- | ---- |
| 1         | 6      | Michael Cherry     | Stati Uniti       | 44"44 | Q    |
| 2         | 8      | Christopher Taylor | Giamaica          | 44"92 | Q    |
| 3         | 5      | Steven Solomon     | Australia         | 45"15 |      |
| 4         | 4      | Mazen Al Yassin    | Sudafrica         | 45"37 |      |
| 5         | 2      | Leungo Scotch      | Botswana          | 45"56 |      |
| 6         | 9      | Machel Cedenio     | Trinidad e Tobago | 45"86 |      |
| 7         | 2      | Alonzo Russell     | Bahamas           | 46"04 |      |

#### Semifinale 3
| Posizione | Corsia | Nome                | Nazionalità       | Tempo | Note                                     |
| --------- | ------ | ------------------- | ----------------- | ----- | ---------------------------------------- |
| 1         | 6      | Steven Gardiner     | Bahamas           | 44"14 | Q                                        |
| 2         | 7      | Michael Norman      | Stati Uniti       | 44"52 | Q                                        |
| 3         | 4      | Isaac Makwala       | Botswana          | 44"59 | q                                        |
| 4         | 3      | Demish Gaye         | Giamaica          | 45"09 | Miglior prestazione personale stagionale |
| 5         | 8      | Wayde van Niekerk   | Sudafrica         | 45"14 |                                          |
| 6         | 9      | Jochem Dobber       | Paesi Bassi       | 45"48 |                                          |
| 7         | 2      | Dwight St. Hillaire | Trinidad e Tobago | 45"58 |                                          |
| 8         | 5      | Jonathan Jones      | Barbados          | 45"61 |                                          |

### Finale
| Record mondiale      | Wayde van Niekerk | 43"03 | Rio de Janeiro | 14 agosto 2016 |
| Record olimpico      | Wayde van Niekerk | 43"03 | Rio de Janeiro | 14 agosto 2016 |
| Capolista stagionale | Randolph Ross     | 43"85 | Eugene         | 11 giugno 2021 |

Giovedì 5 agosto, ore 21:00.
| Posizione | Corsia | Nome                | Nazionalità | Tempo | Note                                     |
| --------- | ------ | ------------------- | ----------- | ----- | ---------------------------------------- |
| Oro       | 7      | Steven Gardiner     | Bahamas     | 43"85 | Miglior prestazione personale stagionale |
| Argento   | 5      | Anthony Zambrano    | Colombia    | 44"08 |                                          |
| Bronzo    | 4      | Kirani James        | Grenada     | 44"19 |                                          |
| 4         | 6      | Michael Cherry      | Stati Uniti | 44"21 | Miglior prestazione personale            |
| 5         | 8      | Michael Norman      | Stati Uniti | 44"31 |                                          |
| 6         | 9      | Christopher Taylor  | Giamaica    | 44"79 | Miglior prestazione personale            |
| 7         | 2      | Isaac Makwala       | Botswana    | 44"94 |                                          |
| 8         | 3      | Liemarvin Bonevacia | Paesi Bassi | 45"07 |                                          |